# 第一次世界大戦の参戦国
第一次世界大戦の参戦国（だいいちじせかいたいせんのさんせんこく、Participants in World War I）では、第一次世界大戦での連合国、中央同盟国、中立国を列挙する。

## 連合国

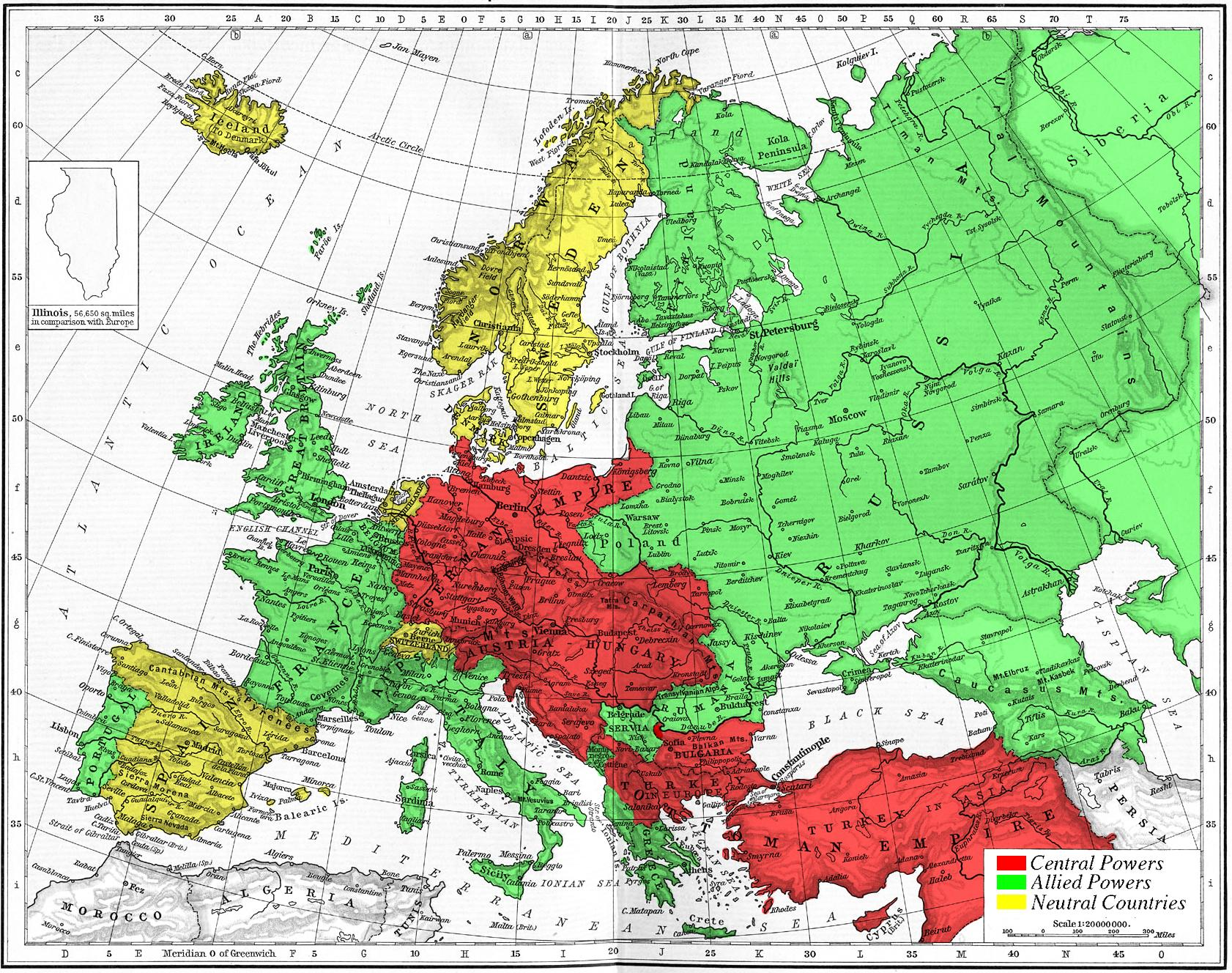
1915年のヨーロッパ。緑は連合国、赤は中央同盟国、黄は中立国。

連合国、正式名称「同盟および連合国」とは、三国協商を結んでいた国とその同盟国および、それと連合した国としてのアメリカを指す。

### 主要国
- アメリカ合衆国
- 大英帝国 - 参戦国には自治領も含む
- フランス第三共和政 - 三国協商
- 大日本帝国
- ロシア帝国　- 三国協商（ロシア革命とブレスト＝リトフスク条約により戦争から離脱）
- イタリア王国 - 三国同盟だが連合国として参戦
- 英領カナダ
- ギリシャ王国
- セルビア王国
- キューバ
- 中華民国
- ポルトガル第一共和政
- オーストラリア連邦
- ベルギー王国
- モンテネグロ王国 - 大戦中にセルビア王国によって事実上吸収される。
- ルーマニア王国
- ブラジル
- ニュージーランド
- 南アフリカ連邦
- ネパール
- イギリス領インド帝国
- アルメニア第一共和国（対オスマン帝国のみに宣戦）

### イギリス帝国自治領
以下の自治領は当時イギリス帝国を構成する自治領であったが、多数の兵員をイギリス軍に参加させている。これらの貢献により、ニューファンドランドを除く以下の自治領は講和条約に署名している。
- オーストラリア
- カナダ
- ニュージーランド
- ニューファンドランド
- 南アフリカ連邦
- 英領インド帝国

### 領域内で戦闘が行われた国家
- ギリシャ王国
- セルビア王国
- 中華民国
- ベルギー王国
- モンテネグロ王国 - 大戦中にセルビア王国によって事実上吸収される。
- ルーマニア王国

### その他の連合国
- グアテマラ
- コスタリカ - ただしアメリカに国家承認されておらず、パリ講和会議に参加できなかった。
- シャム - 現在はタイ王国と呼ぶ
- ニカラグア
- ハイチ
- パナマ
- ペルー
- ホンジュラス
- ボリビア
- リベリア

### 戦後国家承認された連合国
- ポーランド第一共和国
- ヒジャーズ王国（ドイツ、ブルガリア、オスマン帝国に宣戦）
- チェコスロバキア（チェコ軍団）
- アルメニア第一共和国（対オスマン帝国のみに宣戦）

## 中央同盟国
- ドイツ帝国
- オーストリア＝ハンガリー帝国
- オスマン帝国
- ブルガリア王国

## 中立国

### 領域内で軍事行動が行われた国
- アルバニア公国 - 中立であったが、一部分をオーストリア＝ハンガリー帝国に、一部分をイタリア人およびセルビア人によって占領された。
- ルクセンブルク - 中立であったが、ドイツによって占領された。

### その他の中立国
- アルゼンチン
- ウルグアイ
- エチオピア帝国
- エルサルバドル
- オランダ
- コロンビア
- サンマリノ - イタリア支援活動をしており、オーストリア＝ハンガリーから断交されている。
- スイス
- スウェーデン
- スペイン
- チリ
- デンマーク
- ドミニカ共和国
- ノルウェー
- パラグアイ
- ベネズエラ
- ペルシア